# Gerrit Van Gestel
Gerrit Van Gestel (nascido em 20 de janeiro de 1958) é um ex-ciclista belga. Representou seu país, Bélgica, nos Jogos Olímpicos de Verão de 1980 em Moscou, onde terminou em décimo sexto lugar na prova de 100 km contrarrelógio por equipes.